# Аниме
Аниме (на японски アニメ) е термин, с който се обозначава произведената в Япония ръчно рисувана или компютърна анимация. Това значение на думата е валидно извън Япония и на всички други езици, с изключение на самия японски; в него под „аниме“ се разбират всякакви анимационни филми, независимо от коя държава произхождат и стила, в който са нарисувани.
Първоначално японските анимационни филми са наричани декобо шингачьо (凸坊新画帳, бълг. „палави нови рисунки“), а през 20-те и 30-те г. на ХХ в. като най-популярно тяхно наименование се налага манга ейга (漫画映画, бълг. „комикс филм“). Названието „аниме“ възниква едва в началото на 60-те г. като съкращение от animation, заемка от англ. език (на японски アニメーション).
Най-ранната запазена прожектирана пред публика японска анимация датира от 1917 г. Ключов период в развитието на анимационното изкуство в страната е средата на ХХ в. Тогава в творбите си Осаму Тедзука развива характерен художествен стил, който се разпространява в следващите десетилетия и постига широка популярност сред японската публика.
Аниметата се излъчват по телевизиите, в кината, в интернет или се издават директно на видеоносители. Освен оригинални творби, те много често са адаптации по манга, леки новели и видеоигири. Те биват класифицирани в множество жанрове, насочени към многобройни по-широки или по-тесни групи зрители. 
В анимеиндустрията работят стотици студия, като някои от най-важните сред тях са „Гибли“, „Тоей“, „Киото Анимейшън“, „Сънрайз“, „Мадхаус“, „Пиеро“ и други. От 80-те г. на ХХ в. аниметата получават широко разпространение по света, а с навлизането на стрийминг услугите след 2010 г. те достигат до все по-широка възрастова група както в Япония, така и в чужбина. Към 2016 г. произведените в Япония анимации заемат дял от 60% от всички анимирани продукции по света.

## История

### Пионери
Анимацията в Япония води началото си от първите години на XX в., когато творците почват да експериментират с техники, създадени в Германия, Франция, САЩ и Русия. През 1917 г. почват да се прожектират пред публика първите професионално създадени анимационни филми; аниматори като Отен Шимокава, Сейтаро Китаяма и Джюничи Кочи, смятани за бащите на аниме, произвеждат множество филми, като най-ранният запазен сред тях е „Изтъпеният меч” (на японски: なまくら刀) на Кочи. Много ранни творби биват изгубени при унищожаването на склада на Шимокава при  Голямото земетресение в Канто през 1923 г.
Към средата на 30-те г. на XX в. анимацията е вече утвърдена в Япония като алтернатива на киноиндустрията. Тя страда от конкуренцията на чуждестранни производители като Дисни и мнозина аниматори предпочитат да работят с по-евтината изрезкова анимация, вместо с рисувана. Други творци, като Кендзо Масаока и Мицуйо Сео въпреки това правят големи стъпки в техническо отношение, като се облагодетелстват от подкрепата на правителството, което наема аниматори да произвеждат кратки образователни филми и пропаганда. През 1940 г. японската държава закрива няколко художествени организации, за да сформира „Сдружение на художниците на комикси на Нова Япония“. Първият пълнометражен аниме филм е „Момотаро: Свещените моряци” (на японски: 桃太郎 海の神兵) от 1945 г., създаден от Сео с финансиране от  Императорския военноморски флот на Япония.
След края на  Втората световна война настъпва период на засилено развитие на анимацията в Япония, като из страната започват да се създават много анимационни студиа. През 1956 г. филмовата компания „Тоей“ купува едно от тях с намерението да го превърне в конкурент на „Дисни“. Това ново студио, наречено „Тоей Анимейшън“, две години по-късно създава първия пълнометражен цветен анимефилм – „Легендата за бялата змия“ (на японски: 白蛇伝), с който Япония изцяло влиза в света на професионалната анимация.

### Модерна епоха
Осаму Тедзука, който чрез своята работа изгражда съвременния художествен стил на мангата, навлиза и в полето на анимацията, когато през 1961 г. създава собствено студио на име „Муши продакшънс“. Той адаптира и опростява анимационните техники на „Дисни“, за да намали разходите и ограничи броя кадри в продукциите си. Макар че въвежда това като временна мярка, която да му позволи да произвежда материал при сгъстен график и с неопитен екип, много от неговите практики на ограничена анимация стават определящи за стила на медията. Първият сериал на компанията, „Могъщият Атом“ (в оригинал 鉄腕アトム), който е адаптация на едноименната манга на Тедзука, дебютира на телевизионен екран през 1963 г. Той има голям успех сред публиката и се превръща в едно от най-влиятелните анимезаглавия. По-късно мнозина аниматори, работили за „Муши продакшънс“, създават някои от най-значимите студиа, в това число „Пиеро“, „Сънрайз“ и „Мадхаус“.
От края на 60-те г. нататък манга индустрията се развива бурно, което води до развитие на нови жанрове и създаване на заглавия, предназначени за най-различни демографски групи. Това оказва своето влияние и върху увеличаващото се разнообразие сред излизащите на екран анимета, много от които са екранизации на манга истории. Особено силно влияние през 70-те г. има жанрът меха, който се заражда още през 60-те с работата на Тедзука и Мицутеру Йокояма. В края на това десетилетие и началото на следващото той претърпява коренна промяна с появата на култови сериали като „Гъндам“ и „Макрос“. Те веднага се превръщат в класики и допринасят много за продължилата и през следващите десетки години популярност на меха жанра.
Процъфтяването на японската икономика през 80-те г. води до началото на нова епоха на високобюджетни и експериментални анимефилми, например „Наусика от Долината на вятъра“ (1984) и „Акира“ (1988). През същото десетилетие започват да се появяват и заглавия, издавани директно на видеоносители (известни под названието ОВА (OVA) – съкр. от „оригинална видеоанимация“). Обикновено те имат по-качествена анимация, отколкото телевизионен сериал, защото за производството им е отделен по-голям бюджет и повече време. Често те могат да включват и съдържание, неподходящо за екрана на телевизията или киното.
Макар че аниметата почват да добиват популярност извън Япония още от края на 70-те и началото на 80-те г. (особено в някои страни от Западна Европа, като Италия и Франция), интересът към тях по света нараства съществено през 90-те г. Огромни международни успехи постигат например „Сейлър Муун“, „Капитан Цубаса“ и „Драконова топка“, които са дублирани на десетки езици. През това десетилетие нова вълна влиятелни експериментални заглавия се появява по екраните, започната от „Евангелион” (1995) и последвана от „Дух в броня“ (1995) и „Каубой Бибоп” (1998).
Голямо признание за японската анимация идва през 2003 г., когато „Отнесена от духовете“, филм на студио „Гибли“, режисиран от Хаяо Миядзаки, печели „Оскар“ за най-добър анимационен филм. Той се превръща в най-доходоносния анимефилм към този момент, печелейки над 355 млн. щ. д. След началото на ХХІ в. все по-голям брой анимета са адаптации на леки новели и видеоигри; сред най-успешните примери са „Меланхолията на Харухи Судзумия“ и „Fate Stay Night“ (и двете от 2006 г.). През 2020 г. филмът „Влак „Безкрайност““ (в оригинал 無限列車編, на английски „Mugen Train“) по сериала „Убиец на демони“ (в оригинал 鬼滅の刃, на английски „Demon Slayer“) става най-печелившият филм в историята на японското кино и един от най-печелившите в света за 2020 г. Той се превръща и в най-бързо печелившото заглавие в японските кина, защото за десет дни изкарва 10 млн. йени и така изпреварва предишния рекорд на „Отнесена от духовете“, който достига тази сума за двадесет и пет дни.

## Характеристики
Анимето се различава от произвежданата в други страни анимация по художествените си стилове, методите си на анимиране и процеса на производството си. Визията на аниметата може да варира много в зависимост от стила, използван от автора на материала (манга, новела, компютърна игра), който бива анимиран, самите аниматори и студиата, които ги произвеждат. Макар че в аниметата няма художествен стил, който да доминира над останалите, те споделят някои сходни качества по отношение на техниките на анимиране и дизайна на героите. Като цяло, аниметата се характеризират с употребата на ограничена анимация, голямото разнообразие от засегнати теми, сложните си сюжети и най-вече особения си стил на рисуване, характеризиращ се със силно изразени линии, ярки цветове, намалено движение на устните и големите овални очи на героите.

### Техники
Съвременните анимета спазват процес, типичен при производството на анимация, включващ създаване на сториборд (наричано и „разкадровка“), озвучаване, създаване на героите и анимиране. В първите години от развитието на анимацията в Япония, аниметата са експериметални и се състоят от образи, рисувани на черна дъска, стоп моушън анимация от хартиени изрезки или силуетна анимация. След Втората световна война нараства популярността на рисуваната анимация, която започва да доминира като метод. През 21 в. употребата на други техники за анимиране е ограничена главно до независими кратки филми.
От 90-те г. на ХХ в. аниматорите започват да работят с компютри, за да подобрят ефективността на производствения процес. Сред първите заглавия, използващи компютърно-генерирана наред с ръчно рисувана анимация са „Дух в броня“ и „Принцеса Мононоке“. Оцветяването на кадрите се извършва на ръка до края на ХХ в., след което се преминава към дигитализирането на този процес. Преди дигиталната епоха аниметата са произвеждани с методите на традиционната ръчно рисувана анимация, като се използва подходът „поза по поза“. Голямата част от заглавията за широка аудитория имат по-малко на брой ключови кадри и повече междинни кадри.
Японските анимационни студиа са инициатори в прилагането на множество техники на органичената анимация и са придали на аниметата ясно определен набор от установени практики. За разлика от филмите на „Дисни“, където фокусът пада върху движението, аниметата поставят на преден план качеството на рисунките и позволяват на техниките на ограничената анимация да компенсират липса на време, в което се извършва движение. Такива техники се употребяват не само за да се спазят сроковете на продукцията, а и като художествен похват.
Сцените в аниметата наблягат на постигането на триизмерна гледка, а фоновете са ключови при създаването на атмосферата на творбата. Невинаги фоновете са измислени – в някои заглавия, като например „Меланхолията на Харухи Судзумия“ и „Подвижният замък на Хоул“, те са вдъхновени от реално съществуващи места.
Кинематографичните ефекти в аниметата се различават от тези, срещани в чуждестранните анимации. Аниметата се заснемат като от кинокамера, като се използва панорамиране, приближаване на изображението, дистанция и снимане под ъгъл за по-сложни динамични снимки, които са трудни за възпроизвеждане в действителността. Още една разлика е, че в японските заглавия анимирането предхожда озвучаването, докато при американските анимации първо се прави озвучаването.

### Персонажи
В аниме и манга пропорциите на телата на героите се определят чрез системата „тошин“, т. е. съотношението глава:тяло, в която височината на главата е единицата, определяща височината на тялото. В зависимост от възрастта на героя, неговият ръст варира най-често между пет и осем глави. Понякога художниците правят нарочни модификации в телесните пропорции, за да създадат „чиби“ (от японската дума за „дребен“) герои с несъразмерно малки тела в сравнение с главата; много от тези персонажи са високи от две до три глави. Съществуват и заглавия като „Crayon Shin-chan“, които напълно пренебрегват тази систематизация, като по такъв начин приличат повече на карикатурни чуждестранни анимационни филми. 
Широкоразпространена практика при дизайна на анимегероите е очите да се рисуват прекомерно големи, като по този начин се дава възможност цялата гама от човешки емоции да бъде представена през тях. Тя води началото си още от първите творби на Осаму Тедзука, централна фигура в историята на манга и аниме. Той е силно повлиян от ранните американски анимационни филми като „Бети Буп“ и „Бамби“, чиито персонажи са рисувани с несъразмерно големи очи.  Това обаче не е валидно за всички анимета. Пример за това са творбите на студио „Гибли“, където героите имат очи с нормални размери и реалстични цветове на косите.
Често косите на героите в аниметата са с неестествено оцветяване или с уникални прически. Това може да бъде обяснено с влиянието на коричните илюстрации в мангите, където цветовото многообразие и атрактивния рисунък се използват, за да привличат вниманието на читателите. По цвета на косата на даден персонаж може да се определи и характера му, като например с червена обикновено се изобразяват личности, които са страстни, избухливи и непокорни. Движенията на косите са преувеличени и използвани, за да се подчертаят действията и емоциите на героите, като това служи за подсилване на визуалния ефект. В някои заглавия героите, които не са японци, биват изобразявани със специфични етнически характеристики, като например издадена долна челюст и дълъг нос за герои от европейски произход. 
Аниматорите, също както и манга художниците, разполагат с обичаен набор от илюстрации на лицеви изражения, които употребяват, когато искат да изобразят особени настроения и мисли на героите. Тези техники често се различават по форма от съответствията им в западната анимация и включват точно определена иконография. Например, когато един герой е ядосан, по слепоочията му се появяват кръстчета, които са карикатурен образ на изпъкнали от яд вени, а смущението му се предава във формата на голяма капка пот, най-често нарисувана встрани от главата му.  Друга, често срещаща се, визуална шега е употребата на „чиби“ образи – деформирани или опростени изображения на героите, които по комичен начин изобразяват състояния като объркване или смущение.

### Жанрове
Аниметата често биват класифицирани според своята демографска целева група: кодомо (предназначени за деца до 12 години), шьоджьо (предназначени за момичета), шьонен (предназначени за момчета), сейнен (предназначени за млади мъже), джьосей (предназначени за млади жени). Шьоджьо и шьонен аниметата понякога включват елементи, популярни сред всички деца, независимо от пола, в опит да постигнат всеобща привлекателност. Аниметата за по-възрастна публика може да имат по-бавно темпо, по-голяма сложност на сюжета или тематика, които обикновено по-младите зрители няма да намерят за привлекателни. Поджанр на заглавията за аудитория над 18 години, в които има представени порнографски елементи, са наричани „R18“ в Япония, а в останалата част от света са известни като „хентай“ (от думата за „извратен“ в японски език).
За разлика от това, някои жанрове, например комедия или харем, могат да включват ечи – сексуални теми или подтонове, но без изобразяване на полови актове; поради популярността си сред подрастващите и възрастните анимефенове, включването на такива елементи се смята за форма на „фенсървис“ (задоволяване на феновете). Някои жанрове изследват и хомоеротичната романтика, като яои (мъжка хомосексуалност) и юри (женска хомосексуалност). Тези два термина, освен в порнографски, могат да бъдат използвани и в по-широк контекст, за да опишат развитието на самите връзки.
Освен разграничението според възрастовата група, към която са насочени, аниметата се делят и по жанрове. Много заглавия могат да принадлежат към повече от един жанр, смесвайки например фентъзи и комедия или екшън и драма. Сред основните жанрове са:
- Екшън
- Драма
- Криминален
- Мистерия
- Ужаси
- Приключенски
- Комедия
- Романтика
- Научна фантастика (включително поджанрове като меха, киберпънк и стиймпънк)
- Фентъзи (включително поджанрове като меч и магия, магическо момиче и портално (пространствено-преминаващо) фентъзи (известно под наименованието „исекай“))
- Спорт
- Всекидневие (т. е. пресъздаване на сцени от всекидневния живот)
- Музикален

## Индустрия
Анимационните студиа в Япония наброяват над 600, като повече от 500 се намират в Токио. Много от тях са организирани в търговско сдружение – „Сдружение на японските анимации“ (на японски 日本動画協会, на английски AJA, съкр. от Association of Japanese Animations). Работещите в индустрията имат и профсъюз, чието име е „Сдружение на създателите на японска анимация“ (на японски 日本アニメーター・演出協会, на английски JAniCA, съкр. от Japanese Animation Creators Association). Често студиата работят заедно при производството на по-сложни и скъпи проекти, като „Отнесена от духовете“ на стуидо „Гибли“. Производството на един епизод от анимесериал може да струва между сто и триста хиляди щ. д.
За да бъдат законно излъчвани в други държави, аниметата трябва да бъдат лицензирани от местни компании. Това е свързано със значителни разходи, като лицензът за един сериал може да достигне стотици хиляди долари, а за филм – десетки хиляди. Стойността на правата за излъчване в интернет варират сериозно, като могат да са и по-евтини, по около хиляда-две хиляди щ. д. на епизод, но могат да са и по-скъпи, като някои сериали струват повече от 200 хиляди щ. д. на епизод.
От 2010 г. анимето се превръща в глобална мултимилиардна индустрия, която през 2017 г. реализира продажби на стойност 2,15 трлн. йени (19,8 млрд. щ. д.). През 2023 г. анимеиндустрията в Япония вече генерира 3,3 трлн. йени (22 млрд. щ. д.) годишно, като 51,5% от тези приходи идват от лицензиране на заглавия в чужбина. Това е значително увеличение спрямо състоянието десет години по-рано, когато общите приходи са възлизали само на 1,49 трлн. йени (13,5 млрд. щ. д.).

## Разпространение на аниметата в България
Появата на аниме в България води началото си от средата на 70-те г. на ХХ в., когато по Българската телевизия е излъчена японско-френската копродукция „Ум, белият делфин“ от 1971 г., анимирана от японското студио „Television Corporation of Japan (TCJ)“ (понастоящем носещо името „Eiken“). До края на социалистическия период на телевизионния екран излизат още шепа заглавия, предимно копродукции между Япония и различни западни страни, като например „Пчеличката Мая“ и „Синдбад мореплавателя“. Като интересен факт може да се спомене и появата през 1987 г. на първото анимезаглавие, разпространявано на касета – „Техническа полиция“.
След 1990 г. броят анимезаглавия, пристигащи в България, се увеличава, като за това допринася навлизането на кабелната телевизия и появата на видеотеките. През 90-те г. по двете програми на националната телевизия се излъчват сериали като „Ейнджъл, детето на цветята“, „Сладката Канди“, „Кимба, бялото лъвче“, „Приключенията на Боско“, „Тайнствените златни градове“, както и „Конникът и звездните шерифи“ (американизирана версия на сериала „Звездния мускетар Бисмарк“ (с оригинално заглавие 星銃士ビスマルク)) и „Волтрон“. В същото време на касети излизат заглавия като „Акира“, „Гръмогласният Фриймън“, „Танкова полиция“, „Вятърът на забравата“, „Ди, ловецът на вампири“ и „Войните на Венера“. Кабелни оператори също започват да показват анимета – в ефира на някои от тях се появяват „Капитан Цубаса“, „Железният алхимик“, „Светът на мрака“, „Легендата за Зоро“ и други. От началото на ХХІ в. нататък в програмите на националните оператори нараства броя на показваните анимета, най-известни сред които са „Сейлър Муун“, „Ю-Ги-О!“, „Покемон“, „Бейблейд“ и „Кралят на шаманите“. Също така, повечето от филмите на световноизвестното студио „Гибли“ са прожектирани по българските кина, включително „Принцеса Мононоке“, „Отнесена от духовете“, „Подвижният замък на Хоул“ и „Доставките на Кики“.